# Beverly Kills 50187
Beverly Kills 50187 è un EP del gruppo Insane Clown Posse.

## Tracce
1. Beverly Kills – 5:43
2. 17 Dead – 6:44
3. The Stalker – 7:49
4. In the Haughhh! – 6:15
5. Chop! Chop! – 5:02
6. Joke Ya Mind – 8:30